# Flores amarillas en la ventana
Flores amarillas en la ventana es una película de Argentina filmada en colores dirigida por Víctor Jorge Ruiz sobre su propio guion escrito en colaboración con Beda Docampo Feijóo que se estrenó el 4 de julio de 1996 y que tuvo como actores principales a Arturo Bonín, Katja Alemann,  Carolina Fal, Fabiana García Lago y Martín Karpan.
Fue filmada en Esquel, provincia de Chubut.

## Sinopsis
El romance entre la hija de una exprostituta y un peón de estancia en la Patagonia de 1912, época de represión, saqueos y fusilamientos.

## Reparto
- Arturo Bonín
- Katja Alemann
- Carolina Fal
- Martín Karpan
- Fabiana García Lago
- Marcelo Piraino
- Víctor Manso
- Sebastian Pinelli

## Premios
El Instituto Nacional de Cine y Artes Audiovisuales le dio el premio al mejor guion en la categoría “Películas del Interior” y Martin Karpan fue galardonado con el Premio Cóndor de Plata a la Mejor Revelación masculina por la Asociación de Cronistas Cinematográficos de la Argentina por su actuación en este filme.

## Comentarios
Ricardo García Oliveri en Clarín dijo:

«El guion organiza con acierto una historia potente a partir de la intención del realizador: hacer un cine renuente donde ningún personaje demora la acción para explicarse.»

Alberto Farina en El Cronista Comercial dijo:

«Uno de los mejores finales del cine argentino de los últimos años.»

Sergio Wolf en Film escribió:

«…el cuestionamiento básico está en cómo se ha desaprovechado el uso dramático del espacio, aspecto crucial del melodrama, en especial en su vertiente regional”, que tantos films relevantes diera al cine mexicano en su época dorada.»